# Батширээт
Батширээт (монг. Батширээт) — сомон аймака Хэнтий в восточной части Монголии. Численность населения по данным 2010 года составила 2 086 человек.
Центр сомона — посёлок Эг, расположенный в 186 километрах от административного центра аймака — города Ундерхаан и в 414 километрах от столицы страны — Улан-Батора.

## География
Сомон расположен в восточной части Монголии. Граничит с соседними сомонами Биндэр и Умнедэлгэр, а также с Российской Федерацией. На территории Батширээта располагаются горы Суухлиг, Бага Суухлиг, Хайрхан, Царбахан, Зуун Бэлчир, протекают реки Онон, Эг, Барх, Баян, Дунд Баян, Хужирт, Хурх, Их Бага Суухлиг, Хэрстэй.
Из полезных ископаемых в сомоне встречаются золото, олово, железные руды.

## Климат
Климат резко континентальный. Средняя температура января -15-25 градусов, июля +10-28 градусов. Ежегодная норма осадков 300-400 мм.

## Фауна
Животный мир Батширээта представлен оленями, норками, косулями, кабанами, дикими кошками-манулами.

## Инфраструктура
В сомоне есть школа, больница, торговые и обслуживающие учреждения, деревообрабатывающий комбинат.